# 望京南站
望京南站，规划设计阶段曾称京顺路站，是北京地铁14号线上的一座车站，于2014年12月28日随14号线东段开通一同投入使用。车站位于北京市朝阳区望京街道与酒仙桥街道交界京密路、广顺南大街-万红西街交叉口。

## 位置
14号线望京南站位于东北四环外，望京地区东南侧边界中部，京密路（G101，西南－东北走向）与广顺南大街－万红西街（西北－东南走向）交汇处西北侧，呈西北－东南走向布置。
首都机场线高架沿京密路东南侧布置，目前没有设置车站。规划增设的首都机场线望京南站位于朝阳区京密路与广顺南大街路口西南侧，沿京密路敷设，为路中三层高架侧式车站，车站长约160米、宽约22.24米，建筑面积约7474平方米，通过地下换乘通道可与14号线望京南站换乘。

## 结构

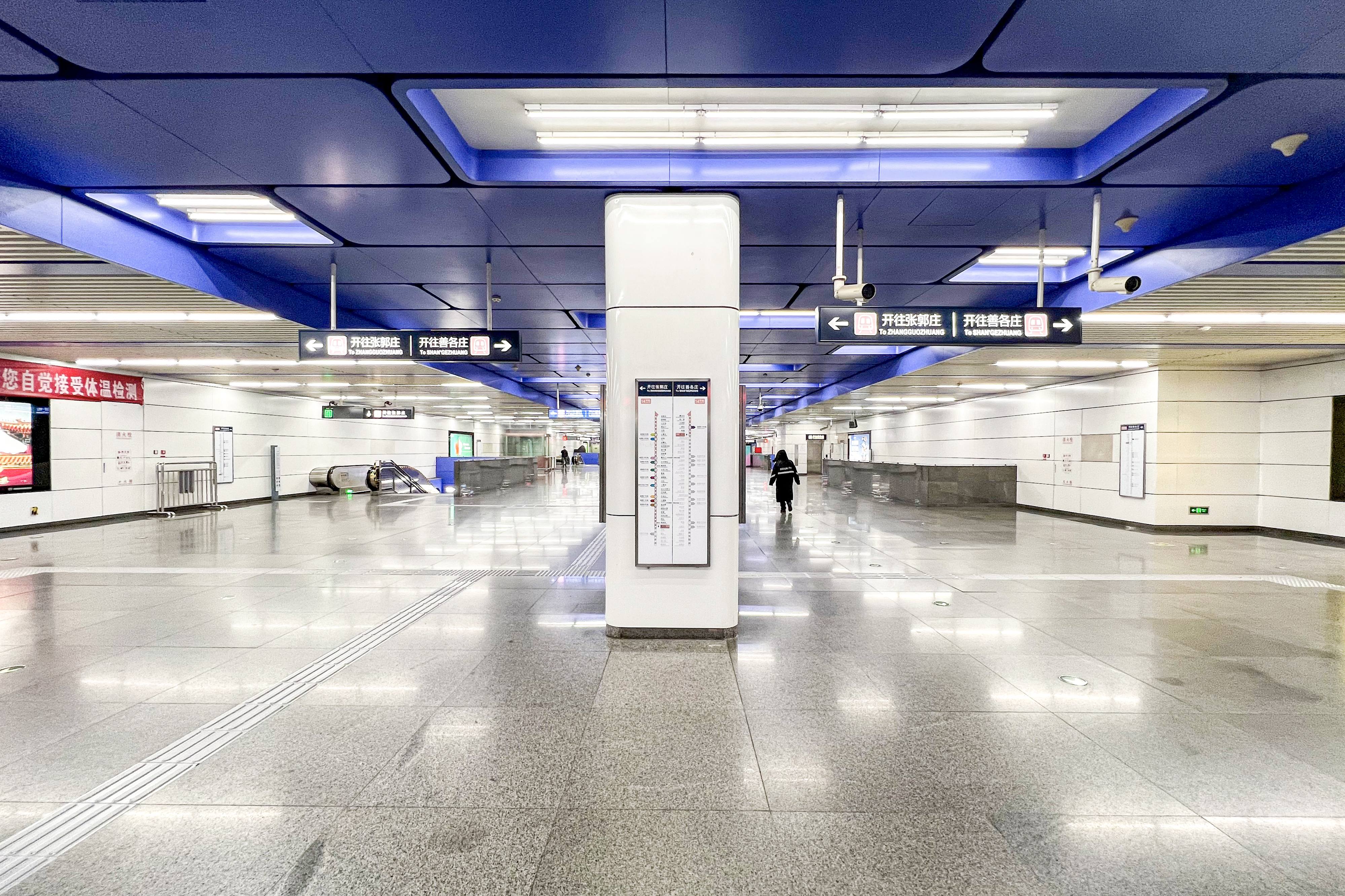
14号线站厅（2022年3月）

14号线望京南站为地下二层车站，侧式站台设计，采用明挖法施工。车站东南方向，也就是往高家园站方向的区间采用大直径盾构施工，在直径10.22米的隧道中布置双线，有别于单线单独盾构的常规施工；盾构由东风北桥站始发，至京顺路站南端接收吊出。
虽然14号线车站为换乘首都机场线预留了条件，但是能否实施暂时仍然无法确定。2021年10月发布的6号线南延工程招标公告显示，北京市发展和改革委员会已印发《关于启动轨道交通首都机场线增设望京南站、轨道交通6号线南延等2个项目前期工作的复函》。2022年7月15日，首都机场线增设望京南站工程设计的招标计划发布。2024年1月，首都机场线增设望京南站项目被列入北京市2024年重点工程计划中。
根据2024年8月13日发布的工程总承包招标计划，首都机场线望京南站为总建筑面积7474平方米的高架三层侧式车站，首层为站厅层，二层为换乘层，三层为站台层，其中首层设置1个地面出入口，二层设置换乘天桥跨京密路与14号线车站C出入口换乘，为此需对既有C出入口进行改造。
| 地面层          | 出入口                   | A-C出入口                        |
| 地下一层 站厅层 | 站厅                     | 客务中心、自动售票机、进出站闸机 |
| 地下二层 站台层 | 側式月台，右側開門       | 側式月台，右側開門               |
| 地下二层 站台层 | █ 14号线往张郭庄（将台） |                                  |
| 地下二层 站台层 | █ 14号线往善各庄（阜通） |                                  |
| 地下二层 站台层 | 側式月台，右側開門       |                                  |

## 出入口
目前望京南站除暂缓开通的B2口外，有三个出口正在使用中。
|                       |            |                                                                              |      |            |
| 编号                  | 指示       | 建议前往的目的地                                                             | 照片 | 无障碍设施 |
| 出口 · A              | 广顺南大街 | 广顺南大街、望京东路、利星行广场、望京国际商业中心、方恒购物中心、新世界百货 |      | 不適用     |
| 出口 · B · 1          | 京密路     | 京密路、万红西街、青院附中                                                   |      | 不適用     |
| 出口 · C · 升降机标志 | 京密路     | 京密路、花家地东路、人济大厦                                                 |      |            |
| 註： 設有             |            |                                                                              |      |            |

## 历史

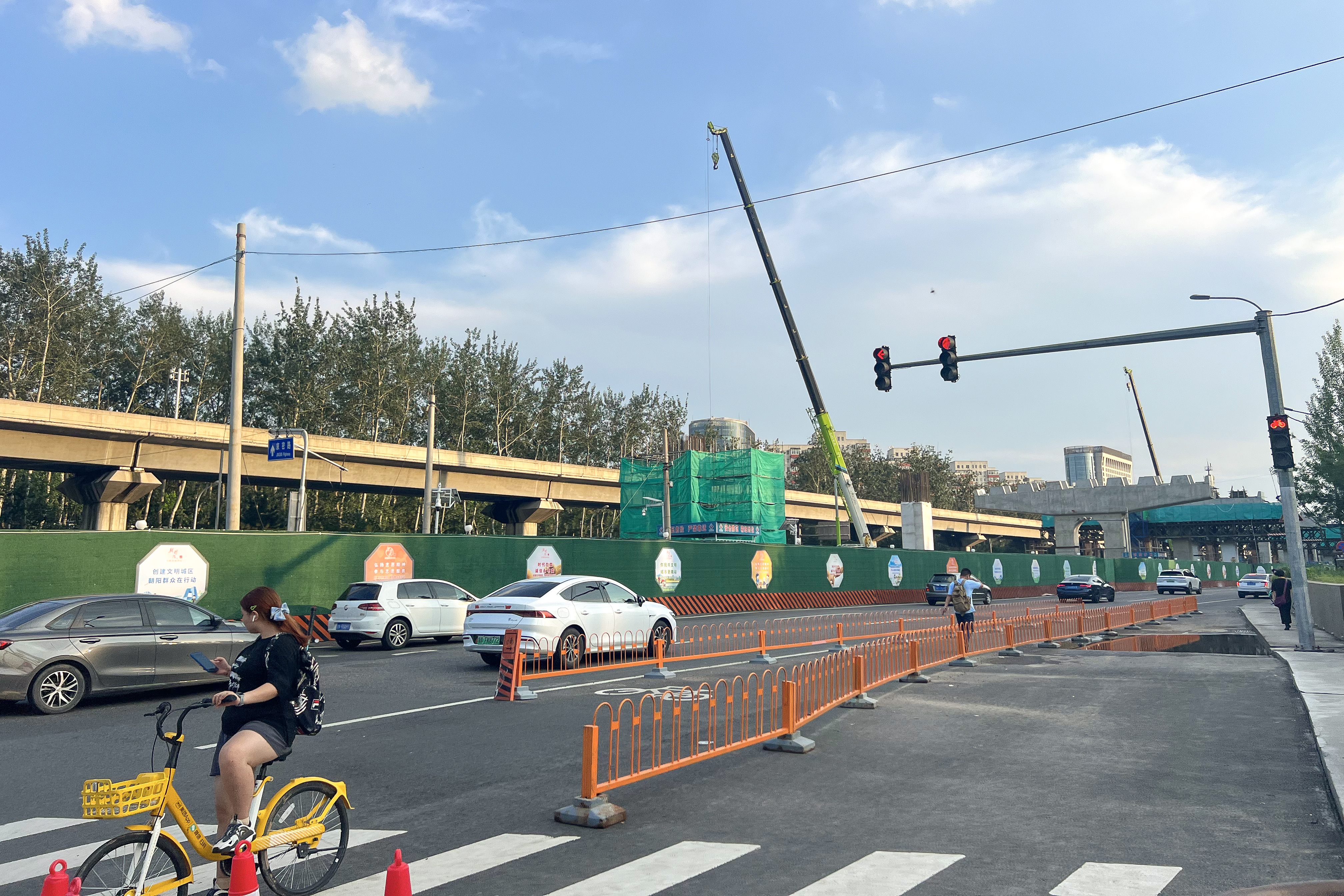
2024年被公示为首都机场线望京南站选址的京密路与广顺南大街、万红西街交叉口南侧，首都机场线一旁的在建高架为京密快速路（2024年8月6日摄）

14号线2011年确定线位时，在望京与高家园站之间设置阜通西、阜通东两站。阜通东站后来一度改称京顺路站，并从原定位置向东南方向移动485米，2014年下半年于14号线东段开通前定名为望京南站。
2008年建成的地铁首都机场线从望京地区过境却未设置车站，且首都机场的出租车长期存在对往来望京乘客拒载的问题，因此不断有要求首都机场线增设望京南站的呼声。2021年，北京市发展和改革委员会印发《关于启动轨道交通首都机场线增设望京南站、轨道交通6号线南延等2个项目前期工作的复函》。首都机场线增设望京南站工程设计的招标公告则于2024年6月发布。2024年8月13日，首都机场线增设望京南站工程总承包招标计划发布，计划给出的估算投资为人民币24000万元，同年9月29日发布的工程总承包施工招标公告则给出了31300万元的合同估算价。该工程的环境影响评价报告表于2024年11月14日公示。